# UNAVEM I
La Iª Missione di verifica delle Nazioni Unite in Angola (UNAVEM I dall'inglese United Nations Angola Verification Mission I) fu una missione dell'ONU, creata il 20 dicembre 1988 dal Consiglio di Sicurezza con la risoluzione 626, su richiesta del governo angolano e di quello cubano.
Il mandato della missione era quello di monitorare il ritiro delle truppe cubane dal paese concordato tra le parti. Il disimpegno delle truppe si completò il 25 giugno 1991, un mese prima della data concordata tra i due paesi; con il totale ritiro delle truppe cubane l'UNAVEM I venne rimpiazzata dalla missione UNAVEM II.
Il contingente era composto da 70 osservatori militari provenienti da 10 paesi: Algeria, Argentina, Brasile, Congo, Cecoslovacchia, India, Giordania, Norvegia, Spagna e Jugoslavia.
Il costo totale della missione fu di 16 milioni di dollari.